# Rogers McVaugh
Rogers McVaugh (Nueva York, 30 de mayo de 1909- 24 de septiembre de 2009) fue un investigador y profesor de botánica y conservador del Herbario de la Universidad de Carolina del Norte de especies mexicanas. También fue Científico Adjunto de Investigación del Instituto Hunt en la Carnegie Mellon University y profesor emérito de botánica de la Universidad de Míchigan en Ann Arbor.

## Biografía
Nace el 30 de mayo de 1909, en la ciudad de Nueva York, y fue un brillante estudiante. Obtuvo su grado de bachiller con máximos honores en botánica del Colegio Swarthmore en 1931 y su doctorado en botánica de la Universidad de Pensilvania en 1935.
Su primera publicación es Recientes Cambios en la Composición de la Flora Local, de 1935, y su última es Marcus E. Jones en México, 1892, publicado en 2005.
Trabajó corrientemente sobre la Flora Novo-Galiciana una obra multivolumen enfocada en la diversa flora de la región oeste de México.
En 1984, recibió el premio de la "Sociedad Botánica de Estados Unidos": "Gallardón Henry Allan Gleason" por su obra en ese proyecto.
Estuvo casado con Ruth Beall quien falleció en 1987. Tuvieron dos hijos: Michael Rogers McVaugh y Jenifer Beall McVaugh.
En 30 de mayo de 2009 había celebrado su centenario.

## Carrera
- 1935-1938: instructor y luego profesor asistente de Botánica, Universidad de Georgia, Athens
- 1938-1946: botánico asociado, División de exploración e introducción de plantas, Departamento de Agricultura de EE. UU.
- 1946-1951: profesor asociado de Botánica, Universidad de Míchigan, Ann Arbor
- 1951-1979: profesor de Botánica, Universidad de Míchigan, Ann Arbor
- 1955-1956: director del Programa de Biología Sistemática, National Science Foundation
- 1946-1979: conservador de Plantas Vasculares, Herbario de la Universidad de Míchigan, Ann Arbor
- 1972—1975: director dl Herbario de la Universidad de Míchigan, Ann Arbor
- 1979-presente: profesor emérito de Botánica, Universidad de Míchigan, Ann Arbor
- 1980-presente: profesor d investigación de Botánica, Universidad del Norte de Carolina, Chapel Hill
- 1981-presente: científico adjunto, Hunt Institute, Carnegie Mellon University

## Algunas publicaciones
Realizó cerca de 12 libros y 200 artículos cortos en historia de la botánica, florística y sistemática vegetal
1. Recientes cambios en la composición de la flora local. Bull. Torrey Bot. Club 62: 479-489. Nov 1935
2. Estudios de las esporas de algunos helechos estadounidenses. Amer. Fern J. 25: 73-85, pl. 5-8. Jul-sep 1935
3. Algunos aspectos de la distribución vegeatl en el estuario del río Hudson. Bartonia 17: 13-16. 1935 [2 abr 1936]
4. Estudio de colecciones vegetales hechas por Frederick Pursh durante un viaje a Nueva York y Vermont en el año 1807. Bartonia 17: 24-32. 1935 [2 abr 1936]
5. The cucumber tree in eastern New York. J. S. Appalachian Bot. Club 1: 39-41. Abr 1936
6a. Studies in the taxonomy and distribution of the eastern North American species of Lobelia. Rbodora 38: 241-263, pl. 435. Jul 1936
_6b. (continua) Rhodora 38: 276-298, figs. 3-13. Agosto de 1936
_6c. (continua) Rhodora 38: 305-329, figs. 14-23, pl. 436. Sept 1936
_6d. (concluido) Rhodora 38: 346-362, figs. 24-30. Oct 1936

## Colectas
- 1958-1960 efectuó colectas en la zona meridional del Estado de Aguascalientes, México.
- 1964 y 1966 junto con J. Rzedowski realizaron colectas y el estudio de un macizo montañoso situado en los municipios de Asientos y Tepezalá, en Aguascalientes, México.[2]

## Honores

### Premios
| - International Association of Plant Taxonomy: vicepresidente 1969-1972, presidente 1972-1975 - Festschrift en Taxon, 1979 - "Premio al Mérito" Botanical Society of America, 1977 - Sociedad Botánica de México- Medalla de Oro 1978 - Jardín Botánico de Nueva York- Premio Henry Allan Gleason, 1984, por "Flora Novo-Galiciana vol. 14 (1983)" | - American Society of Plant Taxonomists -- Premio Gray Primer Asa, 1984 - Universidad de Guadalajara, México— 1ª Medalla Luz María Villarreal de Puga, 1993 - International Botanical Congress, San Luis, EE. UU. – Medalla del Milenio, 1999 (uno de ocho mundiales) - Smithsonian Institution, Washington D. C. – 1ª Medalla Cuatrecasas por la Excelencia en Botánica Tropical, 2001 - Botanical Society of America - Premio Centenario, 2006 |

## Membresías
Sociedad Botánica de México

## Epónimos
Género
- (Malpighiaceae) Mcvaughia W.R.Anderson[3]

95 especies, y variedades se han nombrado, entre ellas
| - (Acanthaceae) Tetramerium mcvaughii T.F.Daniel - (Adiantaceae) Adiantum mcvaughii Mickel & Beitel - (Anthericaceae) Echeandia mcvaughii Cruden | - (Asclepiadaceae) Asclepias mcvaughii Woodson - (Asteraceae) Bidens mcvaughii Sherff - (Brassicaceae) Physaria mcvaughiana (Rollins) O'Kane & Al-Shehbaz | - (Euphorbiaceae) Tithymalus mcvaughianus (M.C.Johnst.) Soják - (Lamiaceae) Salvia mcvaughii Bedolla, Lara Cabrera & Zamudio - (Passifloraceae) Passiflora mcvaughiana J.M.MacDougal |

- La abreviatura «McVaugh» se emplea para indicar a Rogers McVaugh como autoridad en la descripción y clasificación científica de los vegetales.[13]